# Glee (sæson 1)
Den første sæson af den musikalske komedie-drama tv-serie Glee oprindelig sendt på Fox i USA. Pilotepisode blev sendt som en avanceret preview af serien den 19. maj 2009, mens resten af sæsonen blev vist mellem den 9. september 2009 og 8. juni 2010. Sæsonen bestod af 22 episoder, de første 13 episoder vistes på onsdage kl. 21.00 og de sidste 9 vistes på tirsdage kl. 21.00. Sæsonen var executive produceret af Ryan Murphy, Brad Falchuk, og Dante Di Loreto, Murphy produktionsselskab hjalp med producere serien sammen med 20th Century Fox.
Showet byder på den fiktive gymnasiekor New Directions' deltagelse i showkorkomkurrencer for første gang , mens dens medlemmer beskæftige sig med sex, parforhold, seksuel orientering, teenage-graviditet, handicap og andre sociale spørgsmål. De centrale karakterer er korets instruktør Will Schuester (Matthew Morrison), cheerleadertræner Sue Sylvester (Jane Lynch), Wills kone Terri (Jessalyn Gilsig), studievejleder Emma Pillsbury (Jayma Mays), og Glee Club medlemmer Rachel (Lea Michele), Finn (Cory Monteith), Artie (Kevin McHale), Kurt (Chris Colfer), Mercedes (Amber Riley), Tina (Jenna Ushkowitz), Puck (Mark Salling) og Quinn (Dianna Agron).
Sæsonen modtog generelt positive anmeldelser fra kritikerne, med en Metascore – et vægtet gennemsnit baseret på det indtryk af 18 kritiske anmeldelser – på 77 procent. Scoreren bruges i hele første sæson, som viste sig at være en kommerciel succes, med over syv millioner eksemplarer af Glee castets singleudgivelser købt digitalt.  I 2009 blev Glees genindspilning af "Don't Stop Believin'" deres første hit , og andre coverversioner fik hurtigt lignende verdensomspændende popularitet, mens albummene toppede hitlisterne i Irland og andre lande. Sæsonen blev nomineret til 19 Emmy Awards, fire Golden Globe Awards, seks Satellite Awards og 57 andre awards. Det blev ledsaget af fire dvd-udgivelser:
- Glee – Pilot Episode: Director's Cut
- Glee – Volume 1: Road to Sectionals – episode 1-13,
- Glee – Volume 2: Road to Regionals – episode 14-22
- Glee – The Complete First Season..

## Episoder
| # | Total | Titel                  | Instruktør          | Forfatter                                | Første sendedag    | Produktionskode | Amerikanske seere (i millioner) |
| --- | ----- | ---------------------- | ------------------- | ---------------------------------------- | ------------------ | --------------- | ------------------------------- |
| 1 | 1     | "Pilot"                | Ryan Murphy         | Ryan Murphy                              | 19. maj 2009       | 1ARC79          | 9.62                            |
| Tidligere Glee Club stjerne Will Schuester overtager McKinley High Schools Glee Club i håb om at genskabe det til sin fordums glans. Han står over for den udfordring at omdanne en gruppe af afvigere, herunder de berømmelse-sultene Rachel Berry, Mercedes Jones, Kurt Hummel, Tina Cohen-Chang, og Artie Abrams til team af sangere. Da Will opdager, at fodboldquarterbacken Finn Hudson har en hemmelig talent for at synge,afpresser han Finn til at slutte sig til klubben. Hans venskab med ven og kollega, Ken Tanaka, fodboldtræneren lider, da Ken opdager hans crush og vejleder, Emma Pillsbury er lun på Will. I mellemtiden skubber Wills gravide kone Terri til Will for at finde en højere betalende job at forsørge sin familie. Will siger sit job op og engagement i Glee Club, men overhører New Directions udfører "Don't Stop Believin'" så godt, at han ender med at vende tilbage efter at få vejledning fra Emma og konkluderer, at han ikke kunne bære at se dem vinde de nationale mesterskaber uden ham. |       |                        |                     |                                          |                    |                 |                                 |
| 2 | 2     | "Showmance"            | Ryan Murphy         | Ryan Murphy, Brad Falchuk og Ian Brennan | 9. september 2009  | 1ARC01          | 7.30                            |
| Koret optræder foran skolen for første gang i et forsøg på at hverve nye medlemmer. Will tager et andet job som pedel og kommer tættere på Emma, skolens vejleder, der bestemt ikke at blive hans rebound pige og i stedet accepterer en date med fodboldtræner Ken Tanaka. Terri opdager hun har en falsk graviditet, men skjuler sandheden for Will og fortalte ham at de skal have en søn. Cheerleaderne Santana Brittany, og Finns kæreste Quinn slutter sig til New Directions, rekrutteret af træner Sue Sylvester at hjælpe med at stoppe koret. Rachel og Finn kysser, samtidig med at øver sang, men Finn vælger at vende tilbage til Quinn. |       |                        |                     |                                          |                    |                 |                                 |
| 3 | 3     | "Acafellas"            | John Scott          | Ryan Murphy                              | 16. september 2009 | 1ARC02          | 6.69                            |
| Will laver en mandlige a cappella gruppe kaldet "Acafellas", og forsømme New Directions til fordel for hans indsats over for den nye kor. Efter to af gruppens medlemmer stopper, begynder Finn og hans bedste ven Puck at deltage. I Wills fravær, kæmper korets medlemmer med koreografi, og modstår et forsøg på sabotage af medlemmer fra cheerleadertruppen. De hyrer kortvarigt den kendte koreograf Dakota Stanley, men fyrer ham, når han nedtoner deres udseende og evner. Mercedes har følelser for Kurt, der siger lige ud til hende at han er bøsse. |       |                        |                     |                                          |                    |                 |                                 |
| 4 | 4     | "Preggers""            | Brad Falchuk        | Brad Falchuk                             | 23. september 2009 | 1ARC03          | 6.64                            |
| Kurt slutter sig til fodboldholdet, og indrømmer sin homoseksualitet til sin far, Burt, der accepterer ham for hvem han er. Quinn opdager, at hun er gravid og fortæller Finn barnet er hans, men i virkeligheden er faderen hans bedste ven, Puck. Finn beder Will, om at lærer fodboldholdet at danse i håb om at forbedre deres præstationer og dermed hans chance for at få en fodboldstipendium. Puck, Mike Chang , og Matt Rutherford slutter sig alle til koret efter fodboldholdets sejrsdans til "Single Ladies (Put a Ring on It)". Dette gør dem til en gruppe på tolv og er dermed berettiget til at konkurrere. |       |                        |                     |                                          |                    |                 |                                 |
| 5 | 5     | "The Rhodes Not Taken" | John Scott          | Ian Brennan                              | 30. september 2009 | 1ARC04          | 7.40                            |
| Will, der forsøger at finde et tolvte medlem i kølvandet på Rachels afhopning til skolenmusicalen, rekrutterer tidligere korstjerne April Rhodes . Finn flirter med Rachel kontinuerligt i et forsøg på at overtale hende til at vende tilbage, da han håber at ved have hende i klubben vil øge hans chancer for at vinde en musikstipendium. Da Finn tager Rachel bowling, kysser de kortvarigt efter Rachel score en strejke. Selvom Rachel er vred, da hun opdager, at Quinn er gravid, slutter hun i sidste ende sig til klubben. Will bekender, at han en gang havet et crush på April, og opfordrer hende til at blive ædru og forfølge sine drømme, om at optræde på Broadway. |       |                        |                     |                                          |                    |                 |                                 |
| 6 | 6     | "Vitamin D"            | Elodie Keene        | Ryan Murphy                              | 7. oktober 2009    | 1ARC05          | 7.28                            |
| Da Will tror at, Gleeklubbens medlemmer bliver selvtilfredse foran Sectionals, laver de en mash-up konkurrence mellem pigerne og drengene. Terri tager et job som skolens sygeplejerske, for at stoppe Will i at blive tættere på Emma. Med opmuntring fra Terri frier Ken til Emma, der modvilligt siger ja. Terri giver koret pseudoephedrintabletter, som øger deres energiniveau. Rachel og Finn føler sig skyldig, hvilket resulterer i konkurrencen bliver ophævet, og Terri bliver fyret, og Sue blev udnævnt som medleder af koret. Quinn accepterer at lade Terri adopterer sin baby, som får Terri til at fortsætte med at forfalske hendes graviditet. |       |                        |                     |                                          |                    |                 |                                 |
| 7 | 7     | "Throwdown"            | Ryan Murphy         | Brad Falchuk                             | 14. oktober 2009   | 1ARC06          | 7.65                            |
| Will og Sue har et sammenstød over driften af koret. Sue forsøger at rive klubben fra hinanden ved at dreje de studerende mod hinanden, hvilket tyder på, at Will har forsømte minoriteterne. Da skolereporteren Jacob Ben Israel erfarer, at Quinn er gravid, forsøger Rachel at holde ham fra at sprede nyheden til resten af skolen, men Sue tvinger ham til at kører historien. Gleeklubbens medlemmer iscenesætte en arbejdsnedlæggelse i løbet af Will og Sues uophørlige skænderi og de støtter Quinn, da resten af skolen hører om hendes graviditet. Sue bliver fyret som co-instruktør. Terri afpresser hendes fødselslæge til at forfalske en sonogram, og bedrager Will til at tro hun stadig er gravid. |       |                        |                     |                                          |                    |                 |                                 |
| 8 | 8     | "Mash-Up"              | Elodie Keene        | Ian Brennan                              | 21. oktober 2009   | 1ARC07          | 7.15                            |
| Will forsøger at skabe et mash-up bryllupsang til Emma og Ken. Ken bliver stadig jaloux på Emmas følelser for Will og forsøger at tvinge fodboldspillerne til at forlade koret, men i sidste ende fortsat er medlemmer. Finn og Quinn oplever, at de ikke længere anses for populær af resten af de studerende. Rachel og Puck dater kortvarigt, men bryde op, da de har følelser for hhv Finn og Quinn. Sue har en kort romance med lokale nyhedesvært Rod Remington og gør midlertidigt bod med Will, indtil hun opdager, at Rod er utro. |       |                        |                     |                                          |                    |                 |                                 |
| 9 | 9     | ""Wheels""             | Paris Barclay       | Ryan Murphy                              | 11. november 2009  | 1ARC08          | 7.53                            |
| Koret har en kagebod for at skaffe penge til en kørestol-tilgængelige bus, så klubmedlem Artie kan rejse med dem til Sectionals. Quinn kæmper med de medicinske udgifter til hendes graviditet, og Puck tilbyder at støtte hende. Sue accepterer en studerende med Downs Syndrom til cheerleadingholdet og betaler skolen for at bygge nye kørestolsramper, som får Will til at sætte spørgsmålstegn hendes motiver. Det fremgår, at Sue har en ældre søster, der også har Downs Syndrom. Kurt og Rachel konkurrere om en solopræstation, men Kurt saboterer sin egen præstation, da hans far modtager chikanerende telefonopkald om hans seksualitet. Artie og Tina går på en date og deler et kys, men Artie føler sig forrådt, da Tina indrømmer, at hun har været foregivet sin egen handicap, en talefejl siden sjette klasse. |       |                        |                     |                                          |                    |                 |                                 |
| 10 | 10    | "Ballad"               | Brad Falchuk        | Brad Falchuk                             | 18. november 2009  | 1ARC09          | 7.36                            |
| Gleeklubbens medlemmer er opdelt i par for at synge ballader til hinanden. Rachel er parret med Will og udvikler en crush på ham. Will kæmper for at lade Rachel vide at følelserne ikke er gengældt, og han bliver mindet om, at den sidste student der havde et crush på ham, næsten døde efter at have spist verdens stærkeste peber i sin sorg. Finn og Quinn fortæller Quinns forældre, at Quinn er gravid, og hun flytter ind hos Finn og hans mor, da hendes egne forældre smider hende ud. Puck afslører overfor Mercedes, at han er far til Quinns baby. |       |                        |                     |                                          |                    |                 |                                 |
| 11 | 11    | "Hairography"          | Bill D'Elia         | Ian Brennan                              | 25. november 2009  | 1ARC10          | 6.17                            |
| New Directions skal til Sectionals konkurrence mod Jane Addams Girls Choir for piger, som nyligt er frigivet fra ungdomsfængsel og Haverbrook Deaf Choir. Sue giver New Directions' sætliste til de konkurrerende klubber for at skade korets chance for at kvalificerer sig til Regionals. Quinn giver Puck en chance for at bevise, at han ville være en god far. De er med succes babysittere for Terris trillingenevøer sammen, men Quinn erfarer senere, at Puck tilbragt aftenen at sexting Santana og vender tilbage til idéen om adoption. Kurt giver Rachel en dårligt makeover, da han forsøger at saboterer hendes forsøg på at tiltrække Finn. |       |                        |                     |                                          |                    |                 |                                 |
| 12 | 12    | "Mattress"             | Elodie Keene        | Ryan Murphy                              | 2. december 2009   | 1ARC11          | 8.14                            |
| Da koret er udeladt fra skolens årbog, får Rachel klubbens medlemmer med i en lokal madras reklame i et forsøg på at hæve deres sociale status. Holdet bliver betalt i madrasser, som gør at de ikke er amatør længere og gør dem ikke berettiget længere til at konkurrere på Sectionals. Will opdager, at Terri har løjet om at være gravid. Han tilbringer en aften på skolen ved hjælp på en af madrasserne, og derfor fratræder han som klubben instruktør, således at holdet er berettiget til at konkurrere, men er fortsat uafklaret, hvorvidt han har afslutte sit ægteskab. Emma og Ken planlægge deres bryllup på den samme dag som Sectionals. |       |                        |                     |                                          |                    |                 |                                 |
| 13 | 13    | "Sectionals"           | Brad Falchuk        | Brad Falchuk                             | 9. december 2009   | 1ARC12          | 8.13                            |
| Rachel erfarer, at Puck er far til Quinns baby og fortæller Finn det, som derfor kort forlader koret. Emma udskyder sit bryllup for at ledsage New Directions til Sectionals. Teamet opdager, at konkurrenterne klarer sange fra deres sætliste, og hjulpet af Finns tilbagevenden, sætter de nye rutiner sammen i sidste øjeblik. De vinder ved enstemmig afgørelse og rykke videre til Regionals. Sue vil tage hævn, da hun er suspenderet af Principal Figgins over hendes forsøg på at sabotere klubben. Ken bryder med Emma over hendes følelser for Will, som forlader Terri og deler et kys med Emma. |       |                        |                     |                                          |                    |                 |                                 |
| 14 | 14    | "Hell-O"               | Brad Falchuk        | Ian Brennan                              | 13. april 2010     | 1ARC13          | 13.66                           |
| Sue returnerer, efter at have afpresset Figgins, fra hendes suspension, og får Santana og Brittany at forføre Finn og ødelægge hans nye forhold med Rachel. Rachel begynder at gå ud med Jesse St. James, forsanger i New Directions' rival, Vocal Adrenaline. Will og Emma forsøger at date, men Emmas adfærd for Will til, at gå ud med Vocal Adrenalines træner, Shelby Corcoran . Rachel og Finn har en svær start på deres forhold. Will og Emma forsøger at finde en måde at være sammen på. |       |                        |                     |                                          |                    |                 |                                 |
| 15 | 15    | "The Power of Madonna" | Ryan Murphy         | Ryan Murphy                              | 20. april 2010     | 1ARC14          | 12.98                           |
| Inspireret af at Cheerios og Sue, som hylder Madonna, bruger Will den musikalske ikon til, at kvæle drengenes kvindefjendske adfærd i opløbet. Emma, Rachel og Finn opvejer fordele og ulemper ved at miste deres mødom. Jesse bliver overført til McKinley High og slutter sig til New Directions, trods protest fra Finn og andre. I et forsøg på at få flere muligheder for at skinne igennem, deltager Kurt og Mercedes på Cheerios-holdet, og de hjælpe Sue med at producere en musikvideo til "Vogue" som et skoleprojekt, som også hjælper Sue til at blive mere fortrolig med sig selv efter Will har drillet hende om hendes hår. |       |                        |                     |                                          |                    |                 |                                 |
| 16 | 16    | "Home"                 | Paris Barclay       | Brad Falchuk                             | 27. april 2010     | 1ARC15          | 12.18                           |
| Kurt får sin far på en date med Finns mor, Carole, i håb om at få en rigtig familie, og for at komme tættere på Finn. Hans plan giver bagslag, da hans far bruger tid mere med Finn, som får Kurt til at føle sig udelukket. Will lejer April Rhodos rulleskøjtebane for New Directions som en midlertidig praksisplads. Will hjælper April med at få styr på hendes liv endnu en gang, som kulminerede i at April bliver millionær og købe skolens auditorium til koret. Mercedes beskæftiger sig med vægtproblemer efter at Sue fortæller hende at hun skal tabe ti pund, men hun lærer at føle sig godt tilpas med, hvem hun er. |       |                        |                     |                                          |                    |                 |                                 |
| 17 | 17    | "Bad Reputation"       | Elodie Keene        | Ian Brennan                              | 4. maj 2010        | 1ARC16          | 11.62                           |
| Da "Glist" - en slibrige liste over de seksuelle bedrifter fra Gleeklubbens medlemmer - cirkulerer rundt på McKinley High, begynder Will en undersøgelse. Han opdager at Quinn er synderen, motiveret over hendes tab af social status som et resultat af hendes graviditet, men angiver hende ikke til Principal Figgins. Kurt, Mercedes, Artie, Tina og Brittany er uartige i et forsøg på at vinde dårlige omdømme, men deres gentagne planer giver bagslag for dem. Sue er krænket, da en video af hendes gengivelse af Olivia Newton-Johns klassiker "Physical" bliver lækket, men ender med at blive kontaktet af Newton-John selv for, at producere en ny version. |       |                        |                     |                                          |                    |                 |                                 |
| 18 | 18    | "Laryngitis"           | Alfonso Gomez-Rejon | Ryan Murphy                              | 11. maj 2010       | 1ARC17          | 11.57                           |
| Rachel går i panik, da en halsbetændelse påvirker hendes sang. Finn hjælper hende til at få perspektiv på hendes tilstand ved at besøge hans ven Sean, som blev lammet fra øvre bryst og ned under en fodboldkamp. Jaloux over den tid hans far tilbringer med Finn, forsøger Kurt at efterligne hans maskuline person, og begynder at date Brittany. Hans far beroliger Kurt, med at han elsker ham for hvem han er. Puck daterer Mercedes i et strategisk træk for at ophøje hans sociale status, men ender med at teste Mercedes' følelser i processen, som for hende til at bryde op med ham og fratræde cheerleadertruppen. |       |                        |                     |                                          |                    |                 |                                 |
| 19 | 19    | ""Dream On""           | Joss Whedon         | Brad Falchuk                             | 18. maj 2010       | 1ARC18          | 11.47                           |
| Wills high school nemesis, Bryan Ryan forårsager problemer for koret, hvor hans hensigt er at skære dem fra distriktets budget. Han og Will konkurrere om en rolle i en lokal produktion af Les Misérables, og da Will tildeles hovedrollen, giver han den til Bryan for at redde klubben. Vocal Adrenalines træner Shelby, første gang set i "Hell-O", bliver afsløret i, at være Rachels biologiske mor. Tina giver Artie falsk håb om, at han en dag kan gå igen, som midlertidigt belaster deres forhold. Med vejledning fra Emma, begynder Artie at acceptere hans fysiske tilstand. |       |                        |                     |                                          |                    |                 |                                 |
| 20 | 20    | "Theatricality"        | Ryan Murphy         | Ryan Murphy                              | 25. maj 2010       | 1ARC20          | 11.49                           |
| Koret hylder Lady Gaga, ved at ifører sig nogle af hendes berømte outfits. Will lærer klubben om det teatralske, ved at hjælpe Tina gennem en identitetskrise. Rachel møder endelig sin mor ved et uheld under en spionage på en Vocal Adrenaline praksissession, men føler ikke en umiddelbar mor-datter-tiltrækning. |       |                        |                     |                                          |                    |                 |                                 |
| 21 | 21    | "Funk"                 | Elodie Keene        | Ian Brennan                              | 1. juni 2010       | 1ARC19          | 8.99                            |
| Will søger hævn mod Sue, da hun har planer om at installere en cheerleadingtrofæskab i korets rum. Han inviterer hende ud på en date, hvorefter han brænder hende af, som efterlader Sue deprimeret og sengeliggende. Mercedes beder Quinn til at flytte ind med sin familie. |       |                        |                     |                                          |                    |                 |                                 |
| 22 | 22    | "Journey to Regionals" | Brad Falchuk        | Brad Falchuk                             | 8. juni 2010       | 1ARC21          | 10.92                           |
| New Directions konkurrerer mod Vocal Adrenalin og Aural Intensitet, foran kendisdommerne Olivia Newton-John, Josh Groban, Sue, og Rod Remington. Vocal Adrenaline sejre og New Directions kommer sidst, på trods af uventede støtte fra Sue, der er i stand til at identificere sig med klubbens underdog-status efter at være blevet hånet af de andre dommere. Hun overbeviser Principal Figgins om, at give klubben en udsættelse, og ikke opløse dem for endnu et år. Will og Finn bekende deres kærlighed til hhv. Emma og Rachel. Quinn føder en lille pige, der bliver adopteret af Shelby, og kalder hende Beth på Pucks anmodning. |       |                        |                     |                                          |                    |                 |                                 |

## Produktion
Sæsonen blev produceret af 20th Century Fox Television og Ryan Murphy Television, og blev sendt på Fox i USA. Den executive producer Dante Di Loreto og serier skabere Ryan Murphy og Brad Falchuk, med John Peter Kousas og skaberen Ian Brennan fungerer som co-executive producers  De to første episoder blev skrevet af Murphy, Falchuk og Brennan, alle andre episoder er skrevet af dem individuelt. Murphy og Falchuk har også instrueret flere episoder, mens andre episoder blev instrueret af Elodie Keene, John Scott, Paris Barclay, Bill D'Elia og Alfonso Gomez-Rejon. Joss Whedon gæsteinstruerede episoden "Dream On". 

Pilotepisoden blev sendt som en forsmag på sæsonen den 19. maj 2009.  Serien var tilbage den 9. september 2009,  og efter tre episoder, gav FOX Glee lov til at blive en fuld sæson d. 21. september 2009.  Den første sending af tretten episoder blev vist indtil 9. december 2009, og blev igen taget op d. 13. april 2010.  Efter at være vist om onsdagen kl. 21:00, blev den første sæson flyttet til tirsdage i samme tidsinterval for de sidste ni episoder. Idriftsættelse af en anden sæson blev annonceret den 11. januar 2010,  og produktion af en tredje sæson blev annonceret den 23. maj 2010. 
Serien byder på adskillige musikalske coverversioner udført på skærmen af karaktererne. I begyndelsen af sæsonen, bestemte Murphy sig for at forestillingerne forbliver reality-baserede, i modsætning til karaktererne spontant bryder ud i sang.  Som sæsonen skred frem, begyndte Glee at udnytte fantasi-sekvenser, med kørestolsbrugeren Artie der forestiller sig selv danse til "The Safety Dance", og seks separate figurer, der udfører en fantasi-version af "Like a Virgin". . De første tretten episoder af sæsonen havde i gennemsnit fem sange per episode. I de sidste ni episoder, steg antallet af sange til otte. Murphy mener, at mange af sangene var "virkelig sjove og vellykket", men produktionenholdet agter at vende tilbage til fem sange per episode for Glee's anden sæson, for at vende fokus på karaktererne. 

Når søgeningen om at opnå rettighederne til sange, blev ofte Murphy bedt om at sende avancerede drejebøger ud, men nægtede, ikke ønsker at skabe sædvaner for pladeselskaber, der har kreative involvering i showet.  Sanger Rihanna tilbød hende single "Take A Bow" til brug ved en reduceret licens sats.  Madonna gav showet rettighederne til hele hendes katalog, og episoden "The Power of Madonna" hylder Madonna, med udelukkende hendes sange. 
I alt fem albums blev frigivet til at ledsage den første sæson. Tre albums udgivet i løbet af sæsonen ((Glee: The Music, Volume 1, Glee: The Music, Volume 2, og Glee: The Music, Volume 3 Showstoppers)) samlet en række forskellige sange i hele serien, mens to EP'er (Glee: The Music, The Power of Madonna and Glee: The Music, Journey to Regionals) blev udgivet på samme dag, som de respektive episoder blev vist. Glee: The Music, Journey to Regionals frigav ikke nogen officiel singler, mens de resterende fire albums blev fuldt udgivet som singler.  Efter afslutningen af sæsonen, udført Glee en 13-dags koncertturné i Nordamerika, Glee Live! In Concert! Alle billetter til alle 13 forestillinger blev udsolgt, og tjente $5.031.438.

## Medvirkende
Sæsonen havde et cast af tolv skuespillere, der fik stjernestatus. Matthew Morrison spillede Will Schuester, instruktør for McKinley High Glee Club.  Jane Lynch spillet Sue Sylvester, cheftræner for cheerleadertruppen og er koret ærkefjende.  Jayma Mays portrætterer Emma Pillsbury, en vejleder med romantiske følelser for Will, og hun har en forbi for bakterier.  Jessalyn Gilsig spillede Terri Schuester, Will's kone på femte år.  Lea Michele spillede Rachel Berry, stjernen i koret.  Cory Monteith portrætterer Finn Hudson, stjernequarterback på skolens fodboldhold, der er presset til at slutte sig til klubben.  Klubbens øvrige medlemmer var Amber Riley som Mercedes Jones, Chris Colfer som Kurt Hummel, Kevin McHale som Artie Abrams, og Jenna Ushkowitz som Tina Cohen-Chang. Mark Salling spillede Noah "Puck" Puckerman, en fodboldspiller og bølle der senere tilsluttede sig klubben, mens Dianna Agron portrætterer Quinn Fabray, Finn's kæreste og kaptajn af cheerleadtruppen, der blev gravid med Puck's baby. 
En række bipersoner blev også portrætteret i hele sæsonen, herunder Patrick Gallagher som Ken Tanaka, træner for fodboldholdet, Iqbal Theba som Principal Figgins, og Stephen Tobolowsky som tidligere korinstruktør Sandy Ryerson.  Mike O'Malley optrådte som Kurts far Burt Hummel, og Romy Rosemont spillede Finn's mor Carole Hudson.  Naya Rivera og Heather Morris spillede Santana Lopez og Brittany Pierce, cheerleadere, der sluttede sig til koret sammen med Quinn.  Harry Shum, Jr. og Dijon Talton blev oprindeligt hyret til en enkelt episode som fodboldspillere Mike Chang og Matt Rutherford, men forblev på showet som støttemedlemmer af koret. 
Gæstestjerner med musikalske baggrunde blev ofte præsenteret på showet, herunder John Lloyd Young som træsløjdlærer Henri St. Pierre, og Victor Garber og Debra Monk som Wills forældre.  Josh Groban spille en "uvidende røvhul" version af sig selv, mens Olivia Newton-John portrætteret den "mørke side" af sig selv. en "blanding af nærig og diva"  Kristin Chenoweth spillede April Rhodes, et tidligere medlem af koret, der aldrig færdig med skolen og endte på rock bunden.  Jonathan Groff spillede Jesse St. James, den mandlige hovedrolle i det rivaliserende kor Vocal Adrenaline, og Idina Menzel fremstod som Vocal Adrenalines instruktør Shelby Corcoran, som er åbenbaret i "Dream On" for at være Rachels biologiske mor.  Fans havde oprindeligt lavet lobbyarbejde for at Menzel blev castet som Rachels mor på grund af den stærke fysiske lighed mellem Menzel og Michele.  Eve Jeffers spillede Jane Addams' pigekorsinstruktør Grace Hitchens, som blev castet efter Whitney Houston nægtede at dukke op.  Michael Hitchcock optrådte som Haverbrook døveskole korleder Dalton Rumba. 
Sarah Drew spillet Suzy Pepper, en senior med "en sindssyg, absurd, psykotisk crush på Mr. Schuester".  Drew beskrev Suzy som en "slags stalkertype og uhyggelig", men bliver i sidste ende rettet op.  Gregg Henry og Charlotte Ross optrådt som Quinns forældre, Russell og Judy Fabray. Molly Shannon spillede Brenda Castle, en alkoholisk astronomilærer og badmintontræner der stødte sammen med Sue.  Neil Patrick Harris spillede Bryan Ryan, Wills tidligere korrival, nu en skolebestyrelsesmedlem, som er opsat på hævn mod klubben.  Murphy skabte rollen for Harris, der blev godkendt fra CBS, at vises på Fox i episoden. 

### Hovedroller
| Skuespiller      | Rolle                 |
| ---------------- | --------------------- |
| Matthew Morrison | Will Schuester        |
| Jane Lynch       | Sue Sylvester         |
| Jayma Mays       | Emma Pillsbury        |
| Jessalyn Gilsig  | Terri Schuester       |
| Lea Michele      | Rachel Berry          |
| Cory Monteith    | Finn Hudson           |
| Amber Riley      | Mercedes Jones        |
| Chris Colfer     | Kurt Hummel           |
| Kevin McHale     | Artie Abrams          |
| Jenna Ushkowitz  | Tina Cohen-Chang      |
| Mark Salling     | Noah "Puck" Puckerman |
| Dianna Agron     | Quinn Fabray          |

### Biroller
| Skuespiller        | Rolle             | Noter                    |
| ------------------ | ----------------- | ------------------------ |
| Patrick Gallagher  | Ken Tanaka        | Træner for fodboldholdet |
| Iqbal Theba        | Principal Figgins | Rektor                   |
| Stephen Tobolowsky | Sandy Ryerson     | Lærer                    |
| Mike O'Malley      | Burt Hummel       | Kurts far                |
| Romy Rosemont      | Carole Hudson     | Finns mor                |
| Naya Rivera        | Santana Lopez     |                          |
| Heather Morris     | Brittany Pierce   |                          |
| John Lloyd Young   | Henri St. Pierre  | Træsløjdlærer            |
| Victor Garber      | Mr. Shuester      | Wills far                |
| Debra Monk         | Mrs. Shuester     | Wills mor                |
| Sarah Drew         | Suzy Pepper       |                          |
| Gregg Henry        | Russell Fabray    | Quinns far               |
| Charlotte Ross     | Judy Fabray       | Quinns mor               |

## Reception

### Kritisk respons
Metacritic gav sæsonen en Metascore - et vægtet gennemsnit baseret på indtrykket af 18 kritiske anmeldelser - på 77 procent, der betyder generelt gode anmeldelser  Efter sæsonens start i maj 2009, kaldte Alessandra Stanley fra The New York Times showet "saligt uoriginalt i en vittig, fantasifuld måde", og finde karaktererne stereotype, men bemærker at der er "en stærk satirisk puls, der ikke mindsker figurernes identiteter eller dæmper showånden fra en talentfuld trup". Daily News's David Hinckley skrev, at showet "ikke er tæt på at være perfekt" men "har sympatiske karakterer, en god sans for humor og et rimeligt behændig kontakt med musik."  Mary McNamara fra Los Angeles Times mente serien havde en bred publikumsappel, og anser Glee som "den første serie i lang tid, der er bare almindeligt er fuld af gas, ingen-skyldig-fornøjelse-rationaliserings-nødvendigt sjov." 
James Poniewozik fra Time rangerede Glee som den ottende bedste tv-show i 2009 ud af ti, og skønner det som "sublim, tårefremkaldende og spændende som intet andet på TV". Han bemærkede, at serien havde sine fejl, men roste dens ambition og Lynchs "gispende sjove" præstation som Sue.  Entertainment Weeklys Ken Tucker rangeret sæsonen med 9 ud af ti, lovprise dens nyhed,  mens Lisa Respers France fra CNN skrev, at på trods af sin "opskrift på katastrofe"-forudsætningen, showets charme og bravade var nok til at engagere publikum.  Variety' s Brian Lowry var kritisk over for sæsonens tidlige episoder, der fremhæver skuespillet og karakteriserings spørgsmål,  om, at showets talent blev ødselt væk af sin ujævne tone og skønner Glee et one-hit-wonder.  Efter "midt sæsonens" finale, skrev Lowry, at mens serien stadig havde problemer, var dens musikalske forestillinger og trup nok til at fastholde ham, og trods sine problemer, "ville TV være fattigere uden Glee." John Doyle fra The Globe and Mail kritiserede sæsonens udvikling, skriver, at mens tidlige episoder havde været underholdende, trak showets succes fokus væk fra sine karakterer og plot over på kendis gæstestjerner.  Jean Bentley fra MTV fandt sæsonen ujævn, skriver at det begyndte med en lovende plot og imponerende musikalske numre, men blev for "sødsuppe" og overdrevent sentimental.  Raymund Flandez fra The Wall Street Journal var enig om, at sæsonen havde bestemte op-og nedture, men kaldte finalen en "varm omfavnelse, man - lad os se det i øjnene - bare ikke ønsker at give slip på."
Efter episoden "Showmance", kårede Parents Television Council Glee som den "Værste Show i ugen", og har fundet det uhensigtsmæssigt for teenagere på grund af sin "seksuelladede" karakter.  Nancy Gibbs fra Time Magazine skrev, at hun havde hørt Glee beskrives som "anti-kristen" af en ungdomsminister, men bemærkede, at mens næsten alle de ti bud er blevet krænket i løbet af sæsonen, fandt hun det fornærmende at teenagere, ville forsøge at efterligne, hvad de så på skærmen . Hun beskrev Glee som værende om "en rejse ikke blot til college og karriere, men til identitet og overbevisning, prisen på popularitet, de kompromiser, vi må vælge mellem, hvad vi ønsker, og hvad vi har brug for."  Episoden "Wheels" tiltrak, kritik fra et udvalg af kunstnere med handicap, der følte, at valget af en rask skuespiller til at spille en studerende med handicap var uhensigtsmæssig.  Falchuk svarede, at mens han forstod den bekymring og frustration fra handicapspørgsmålets fortalere, havde McHale sang og skuespilevne, talent og karisma som er nødvendig for rollen. 

### Musik
Showets musikalske forestillinger viste sig at være en kommerciel succes, med over syv millioner eksemplarer af Glee's singleudgivelser købt digitalt.  Den støbte performance blev "Don't Stop Believin'", som blev nummer to i Storbritannien, og nummer fire i USA og Irland.  Den blev certificeret guld ved Recording Industry Association of America (RIAA) den 13. oktober 2009,  ved at nå mere end 730 tusind digitale salg.  Castet havde deres første nummer ét med en coverversion af "Gives You Hell" i Irland.  I juni 2010 var castet nummer 2 efter The Beatles for de fleste hitlisteoptrædener af en gruppe i Billboard Hot 100s 52-årige historie ,  og fik syvende plads samlet blandt alle kunstnere, med 71 optrædener.  Seriens coverversioner har også haft en positiv effekt på den oprindelige kunstner, såsom Rihanna, hvor salget af "Take a Bow" var øget med 189 procent efter sangen blev sunegt i Glee-episoden "Showmance". 

Seriens debutalbum, Glee: The Music, Volume 1, nåede op som nummer et i Irland og Storbritannien  og blev certificeret platin af Australian Recording Industry Association (ARIA),  Canadian Recording Industry Association (CRIA), og British Phonographic Industry (BPI), og guld af RIAA.  I december 2009 det andet album, Glee: The Music, Volume 2 der toppede hitlisterne i New Zealand,  Irland, og Skotland. Den er blevet certificeret platin af ARIA og CRIA,  og guld fra BPI og RIAA.  I 2010 udkom de næste to udgivelser; Glee: The Music, The Power of Madonna og Glee: The Music, Volume 3 Showstoppers. Begge debuterede på en topposition som nummer et på de amerikanske og canadiske hitliste  Med udgivelser der nåede pladsen som nummer et i USA fire uger i træk slog Glee castet rekorden som tidligere blev sat af The Beatles i 1966 for kortest mulige tid mellem de første uger som nummer et. Denne rekord blev endnu en gang slået af Glee: The Music, Journey to Regionals, hvor den nåede nummer et i USA tre uger senere.  Glee: The Music, Volume 3 Showstoppers nåede også pladsen som nummer et i Australien,  Irland, og Skotland,, og at erhverve sig en guld certificering af ARIA.  Glee: The Music, Journey to Regionals også nåede nummer et i Irland. 

### Rating
Pilotepisoden af Glee blev i gennemsnit set af 9.620.000 seere.  Den blev genudsendt den 2. september 2009 i en Directors Cut version, hvor den opnåede 4.200.000 seere. Den anden episode, "Showmance", som havde havde premiere den 9. september 2009 blev i gennemsnit set af 7.50 millioner seere og opnå en 3.5/9-vurdering blandt de 18-49 årige.  Men som Scott Collins fra Los Angeles Times bemærkede, at de andre store kanaler udover Fox alle åbnede aftenen med at lufte en tale af præsident Barack Obama, og afbrød den regelmæssige visningsmønster.  Da efterårssæsonen skulle til at begynde, blev Glee' placeret mod svagere konkurrence i ratings end resten af sæsonen ville opleve.  De følgende otte episoder varierede mellem 6,63 og 7,65 millioner seere; der påhviler en den laveste antal af seere med 6.170.000 seere på "Hairography" den 25. november 2009. Episoden blev vist aftenen før Thanksgiving, hvor alle de store netværk så ratings falde. 
Seertallene blev forbedret for de sidste to episoder af den første halvdel af sæsonen, hvor "Mattress" og "Sectionals" fik henholdsvis 8.15 og 8.13 millioner seere.  Glee var tilbage den 13. april 2010 med "Hell-O", som blev set af 13.660 millioner seere,  sæsonens højeste, med 46 procent over sin tidligere sæson rekord med pilotepisoden. De følgende seks episoder opnåede mellem 11.49 og 12.980 millioner seere, og var faldende til 9020 millioner til næstsidste episode "Funk". Episoden begyndte med en 3.6/10 rating i aldersgruppen 18-49, stigende til 4.1/11 i de sidste 30 minutter. Det var nede 21 procent på den tidligere episode, men var Glees bedste rating for de 18-49 årige for en episode der ikke følger efter American Idol.  Den sidste episode, "Journey to Regionals", blev set af 11.070 millioner seere og opnået en rating på 4,7 i aldersgruppen 18-49, med en stigning på 18 procent fra den tidligere episode, der giver Glee den højeste finale rating for et nyt show i 2009-2010 tv-sæsonen. 

### Priser og nomineringer
I løbet af sin første sæson, blev Glee nomineret til 86 priser, hvoraf 37 blev vundet. Murphy og Barclay blev begge nomineret til "Outstanding Directing – Comedy Series" prisen ved 2010 Directors Guild of America Awards for deres arbejde med henholdsvis "Pilot" og "Wheels". Serien blev nomineret til ti Creative Arts Emmy Awards og ni Primetime Emmy Awards.  Det modtog otte nomineringer i Gay, Lesbian and Bi People's Choice Awards, der drives af homoseksuelle websites AfterEllen.com og AfterElton.com, hvor den vandt syv.  Sæsonen blev også tildelt tre Dorian Awards ved Gay and Lesbian Entertainment Critics Association. Glee modtog fire nomineringer ved de 67. Golden Globe Awards og vande en. Den blev nomineret i seks kategorier ved Satellite Awards i 2009, hvor sæsonen vandt fem.  Glee modtaget tre nomineringer til Teen Choice Awards i 2009,  og tretten i 2010.  Serien modtog fire nomineringer fra TCA Awards i 2010,  vandt tre,  mens Brennan, Falchuk og Murphy fik to nomineringer hver til Writers Guild of America Award i 2010.
Serien vandt "Outstanding TV Program of the Year" i 2009 ved AFI Awards, "Favorite New TV komedie" i 2010 ved People's Choice Awards, "Outstanding Comedy Series" på den 21. GLAAD Media Awards, "Future Classic" i 2010 ved TV Land Awards, en Peabody Award for ekspertise,  og "Do Something TV Show" til VH1 Do Something Awards.  Det blev også nomineret til "NAACP Image Award for Outstanding Comedy Series" ved NAACP Image Awards,, som "Comedy Series Episode" PRISM Award for "Vitamin D", "Fave International Band" og "Fave TV Show" til Nickelodeon Australian Kids Choice Awards 2010, og shortlistet til "YouTube Audience Award" at the BAFTA Awards. Castet vandt "Favorite New Television Cast Ensemble" ved Diversity Awards,  og "Outstanding Performance by an Ensemble in a Comedy Series" i 2010 vedScreen Actors Guild Awards. I 2009 vandt crewet en Artios Award til castningen af "Pilot".  De har også vundet "Outstanding Musical Supervision - TV" på Hollywood Music i Media Awards ,  og "Outstanding Contemporary Television Series" prisen ved CDG Awards, og blev nomineret til "Single Camera Television Series" Art Directors Guild Award for "Pilot", og "Outstanding Achievement in Sound Mixing for a Television Series" ved Cinema Audio Society Awards for "Wheels".I 2010 vandt David Klotz "Best Sound Editing: Short Form Music in Television" ved Golden Reel Awards for sit arbejde på "Pilot",  "Wheels" vandt en "Television With a Conscience" Television Academy Honors award, og Brennan, Falchuk og Murphy vandt i fællesskab "Comedy Writer of the Year" ved Just for Laughs Awards.

## Videoudgivelser
Glee – Pilot Episode: Director's Cut blev udgivet i USA den 1. september 2009, udelukkende til salg i Wal-Mart.